# Pont du Diable (Torcello)
Pour les articles homonymes, voir Pont du Diable.
Le pont du Diable (en italien, Ponte del Diavolo) est l'un des deux ponts de l'île de Torcello, dans la lagune de Venise.

## Description et historique
Il est très caractéristique, car, grâce comme le Ponte Chiodo du quartier de Cannaregio, il a les caractéristiques des anciens ponts vénitiens sans parapet. Il traverse le Canale Maggiore, la voie navigable qui relie le petit centre historique de Torcello à la Lagune.
L'origine du nom du pont est encore inexpliquée. Certains disent que Diavoli était le surnom d'une famille locale, d'autres font remonter ses origines à une légende.
Les récentes fouilles archéologiques ont confirmé que sa construction remonte au XVe siècle.
Il est possible, cependant, de noter que ses fondations se trouvent sur des fondements préexistantes, datant du XIIIe siècle, appartenant à un pont précédent.
Le 6 août 2009, la restauration du pont a été achevée, avec une intervention qui a conservé la structure de l'original, en le renforçant.